# Agonista-antagonista
En farmacología, el término agonista-antagonista o agonista/antagonista mixto se utiliza para referirse a un fármaco, que en algunas condiciones se comporta como un agonista (una sustancia que activa plenamente el receptor al que se une) mientras que en otras condiciones se comporta como un antagonista (una sustancia que se une a un receptor celular pero no se activa y puede bloquear la actividad de otros agonistas). 
Los tipos de agonista/antagonista mixtos incluyen ligandos de receptor que actúan como agonista para algunos tipos de receptor y antagonista para otros o agonista en algunos tejidos mientras que antagonista en otros (también conocidos como moduladores selectivos del receptor). 

## Receptores sinápticos

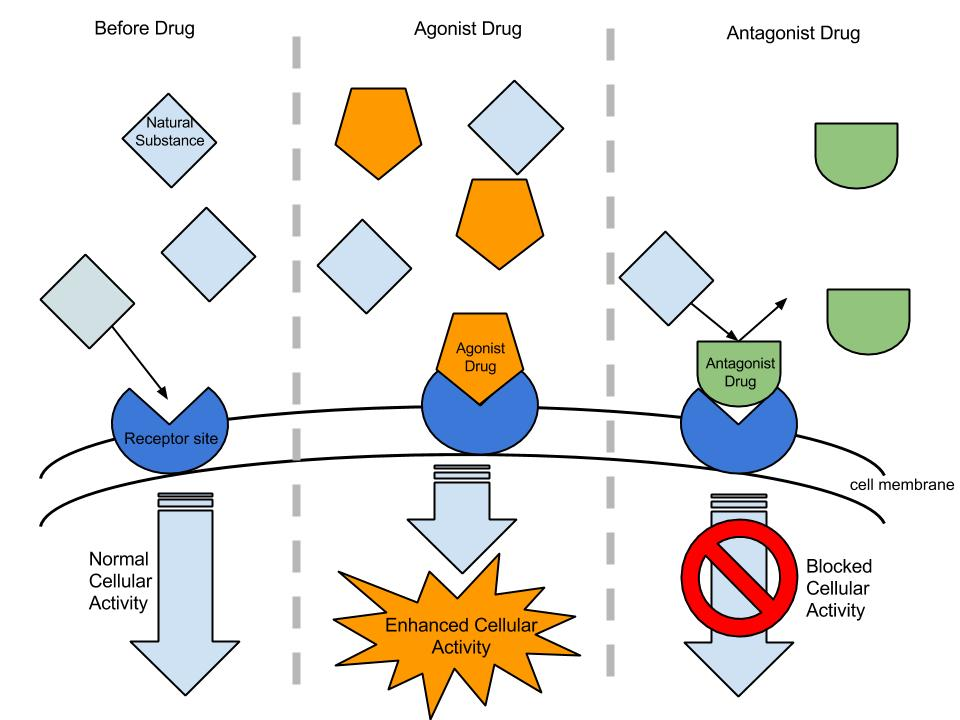
Fármacos agonistas y antagonistas

En el caso de los receptores sinápticos, un agonista es un compuesto que aumenta la activación del receptor al unirse directamente a él o al aumentar la cantidad de tiempo que los neurotransmisores están en la hendidura sináptica. Un antagonista es un compuesto que tiene el efecto opuesto al de un agonista. Disminuye la activación de un receptor sináptico al unirse y bloquear la unión de los neurotransmisores o al disminuir la cantidad de tiempo que los neurotransmisores están en la hendidura sináptica. Estas acciones se pueden lograr a través de múltiples mecanismos. Un mecanismo común para los agonistas es la del inhibidor de la recaptación, en la que el agonista bloquea la reentrada de los neurotransmisores en el terminal axónico presináptico. Esto da al neurotransmisor más tiempo en la hendidura sináptica para actuar sobre los receptores sinápticos. Por el contrario, los antagonistas a menudo se unen directamente a los receptores en la hendidura sináptica, bloqueando eficazmente la unión de los neurotransmisores. 
En los adrenoceptores alfa, (R) -3-nitrobifenilina es un agonista selectivo de α 2C, además de ser un antagonista débil en los subtipos α 2A y α 2B.

## Opioides agonistas-antagonistas
Los agonistas-antagonistas más conocidos son los opioides. Ejemplos de tales opioides son:
- pentazocina, agonista en receptor κ-opioide kappa (κ) y sigma (σ) y tiene una acción antagonista débil en el receptor opioide mu (μ)[4]
- butorfanol, agonista parcial en el receptor μ y un agonista puro en el receptor opioide κ y actividad antagonista en el receptor opioide delta (δ)[5]
- nalbufina, analgésico κ-agonista/μ-antagonista[6]
- Buprenorfina, agonista parcial en el receptor opioide mu (μ)[7]
- ciclo [Pro-Sar-Phe-D-Phe], un tetrapéptido macrocíclico activo por vía oral con agonismo-antagonismo mixto del receptor opioide[8]

Los opiáceos agonistas-antagonistas suelen tener un efecto de techo - sobre dosis particulares no aumentan su potencia. Por lo tanto, los opiáceos agonistas-antagonistas tienen un menor potencial de adicción, pero también una menor eficacia analgésica y es más probable que produzcan efectos psicotomiméticos.
Los opioides agonistas-antagonistas que bloquean el receptor opioide delta mientras se activan receptor opioide mu producen analgesia sin desarrollar tolerancia.